# پست مصر
پست مصر (عربی مصری: البريد المصرى) شرکت دولتی پست مصر است، که در سال ۱۸۶۵ تأسیس شد.